# بلبشوی ماندارین
بلبشوی ماندارین (انگلیسی: Mandarin Mix-Up) یک فیلم صامت کمدی کوتاه به کارگردانی اسکات پمبروک و بازی استن لورل محصول سال ۱۹۲۴ است.